# Fundación nacional

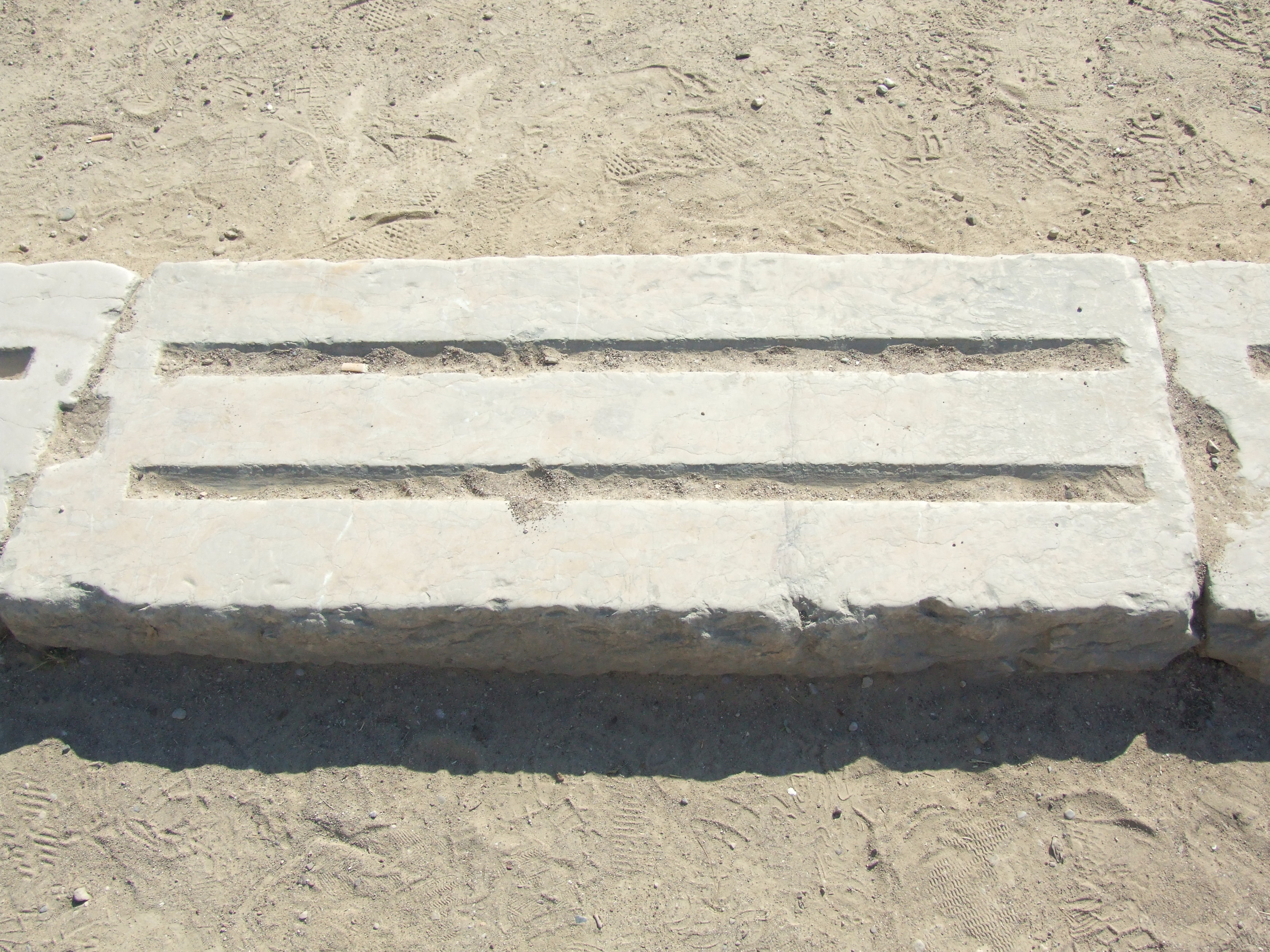
Línea de salida de las carreras en el estadio de Olimpia.

La fundación de una nación es un concepto problemático, que se ha construido de manera diferente para cada nación-Estado o ente similar, como parte de los distintos procesos de construcción nacional o nacionalismos. Igualmente problemáticos son la preexistencia o no de la nación al Estado, su identificación o no con un pueblo, su ubicación o no en un territorio de determinados límites y dimensiones (especialmente las de un mercado nacional), su definición o no mediante todo tipo de características (la religión, la raza, el idioma o cualquier otra), y su permanencia o no en el tiempo (especialmente cuando se remonta a un pasado remoto, legendario o incluso atemporal, o bien a un hecho presente que lleva a modificar la era o cómputo del tiempo). El hito o hecho fundacional que se elija es en gran medida un mito (mito de origen o mito fundacional) cuya elección ha dependido históricamente en cada caso de distintas concepciones de la historia nacional y de la voluntad de señalar un único hecho o proceso histórico como discontinuidad significativa (conquistas, victorias o derrotas militares, desplazamientos de población, conversiones religiosas, uniones o rupturas dinásticas, etc.); en la mayor parte de los países del mundo se celebra una fiesta nacional, que muy a menudo coincide con el Día de la Independencia (así como con la conmemoración de la declaración de independencia), y muchos honran a uno o varios padres de la patria, próceres, forjadores o libertadores.

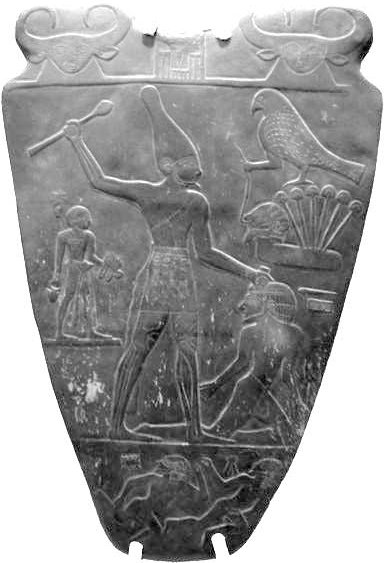
Paleta de Narmer.
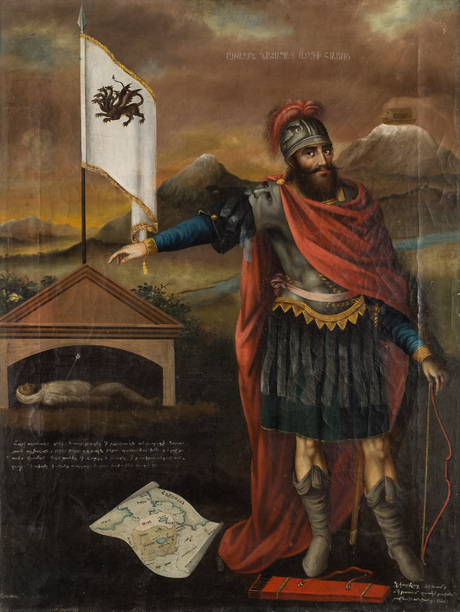
Hayk, primer rey de Armenia, señala el cadáver de Bel. Al fondo, el Ararat con el Arca de Noé en su cumbre.
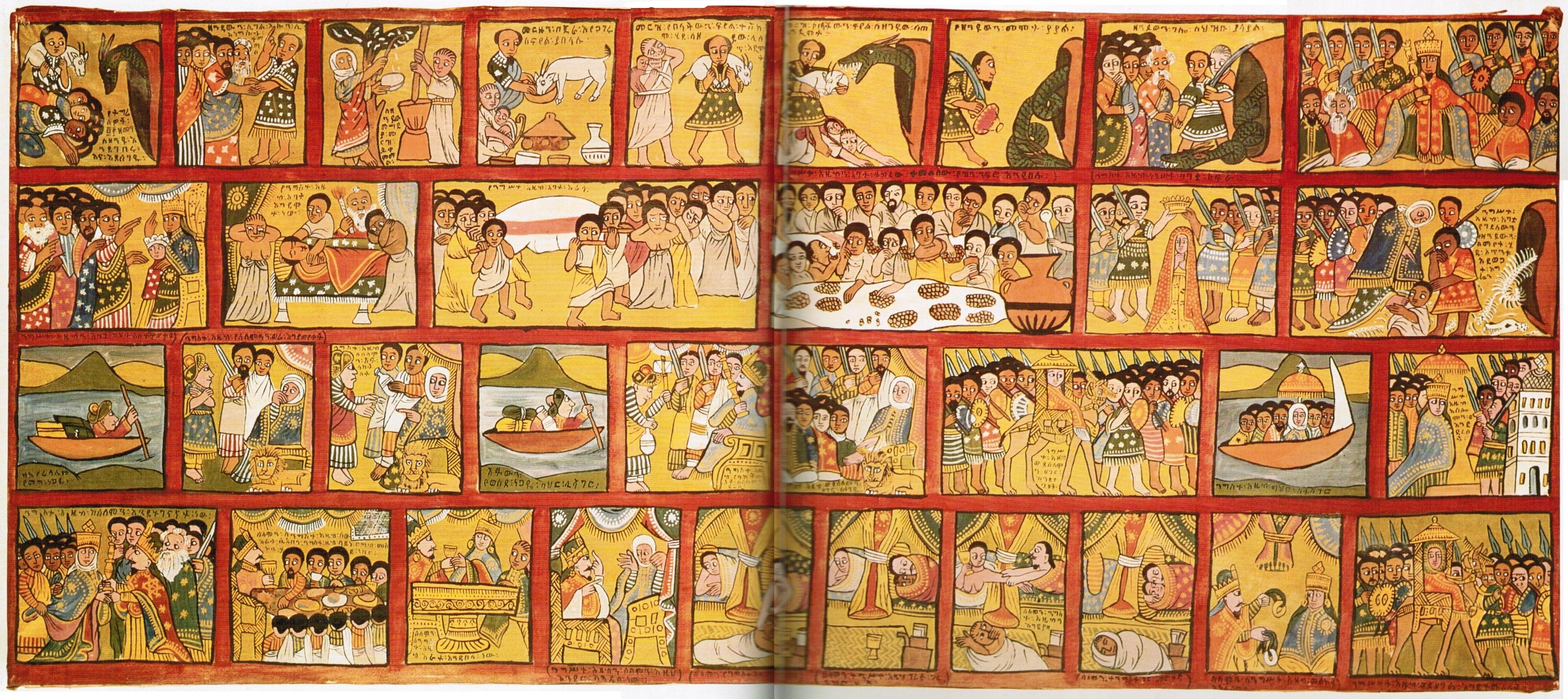
Representación etíope de la historia de Salomón y la reina de Saba.
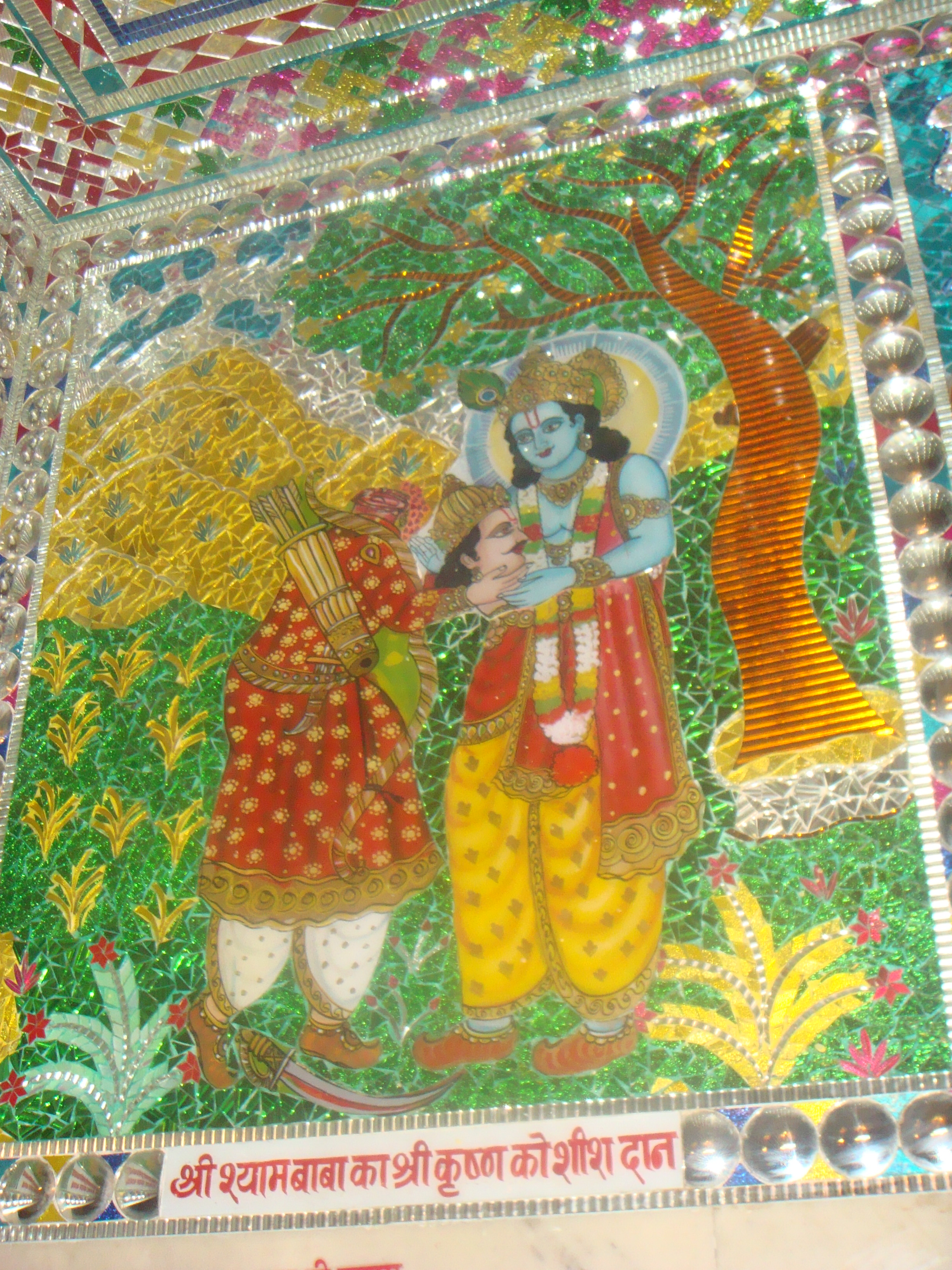
Barbarika, primer rey de Nepal, ofrece su cabeza a Krisna antes de la gran batalla narrada en el Majabhárata (siglo III a. C.).
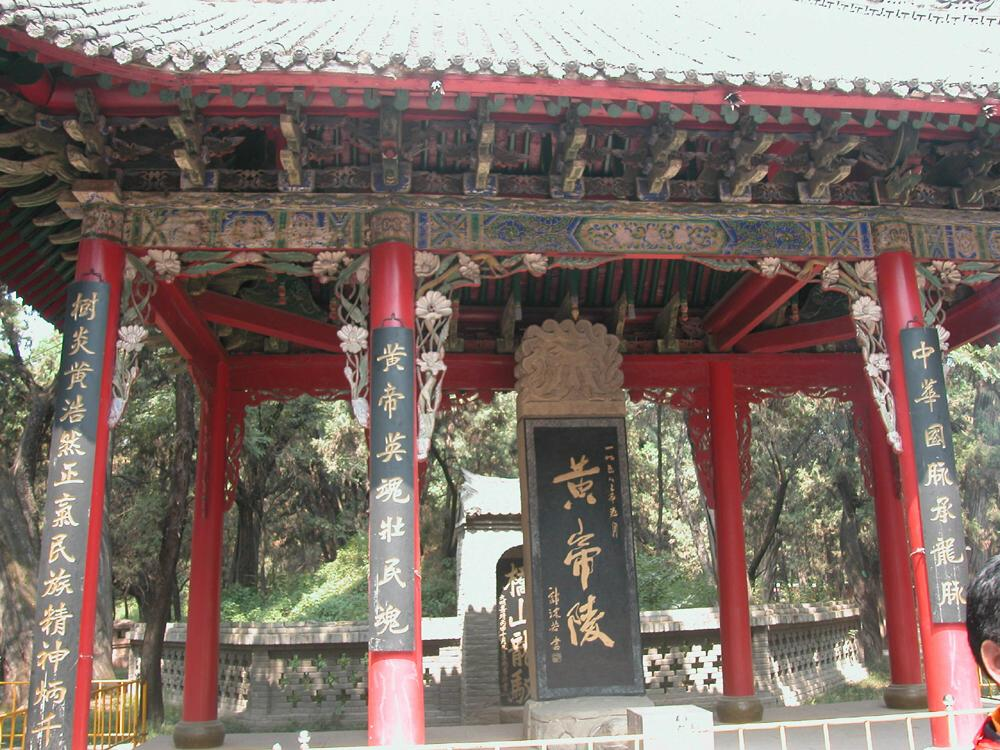
Mausoleo

## Naciones y continentes
La fundación nacional coincide para la mayor parte de los países de África con la fecha de la independencia, producto de la descolonización de mediados del siglo XX, dado que heredaron el trazado fronterizo de las colonias diseñadas por los colonizadores, con poca o ninguna relación con naciones o Estados precoloniales (con algunas excepciones: Marruecos, Egipto o Etiopía). En Asia, la existencia de antiguas civilizaciones hace remontar la personalidad nacional o estatal a periodos muy anteriores a la descolonización (Irán, Vietnam, Camboya), además de los países que en mayor o menor medida no fueron objeto de colonización (Japón, China, Tailandia, Nepal); mientras que en otros casos la entidad resultante fue de muy problemática definición (India y Pakistán en la descolonización del Raj británico; Turquía como entidad residual de la nación dominante en el Imperio otomano), y el caso de Indonesia es tomado como paradigmático de "comunidad imaginada".
En América, los imperios precolombinos y otras entidades políticas en distintos grados de desarrollo no sobrevivieron al choque cultural y el proceso de aculturación que se produjo con la colonización europea, pero fueron los procesos de independencia los que terminaron de definir las nuevas naciones americanas. Europa fue el espacio donde, durante el periodo Antiguo Régimen, se acuñaron los conceptos de "nación-Estado" y "Estado moderno". Para ello fue fundamental el fracaso de la construcción de grandes imperios (poderes universales) en un entorno geográfico de costas muy articuladas (entre el Mediterráneo y el Atlántico) que permitió la individualización de espacios y el protagonismo de los occidentales (Portugal, España, Francia, Holanda, Inglaterra) en la construcción de la economía-mundo, mientras que los centrales y orientales alojaron las unificaciones nacionales ―Italia y Alemania (construidas desde la "primavera de las naciones", 1848)― y los imperios que pervivieron hasta la Primera Guerra Mundial (Imperio austrohúngaro, Imperio turco, Imperio ruso). En la Alta Edad Media, periodo favorito para buscar el origen de las naciones europeas, el bautismo o conversión al cristianismo de un líder (y con él la de la élite que le sigue (séquito) es un hito usual para la elección del momento de una fundación nacional, al sacralizar la institución política clave (normalmente la monarquía) y proporcionar un fuerte factor de unidad e identidad, especialmente si de esa manera se consigue la reconciliación entre dos comunidades antes enfrentadas y la superación de los vínculos de fidelidad personal (clientela o vasallaje) por otros de naturaleza colectiva o "nacional".

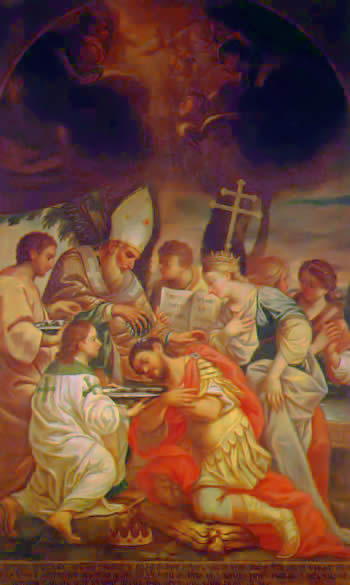
Tiridates III (reino armenio).
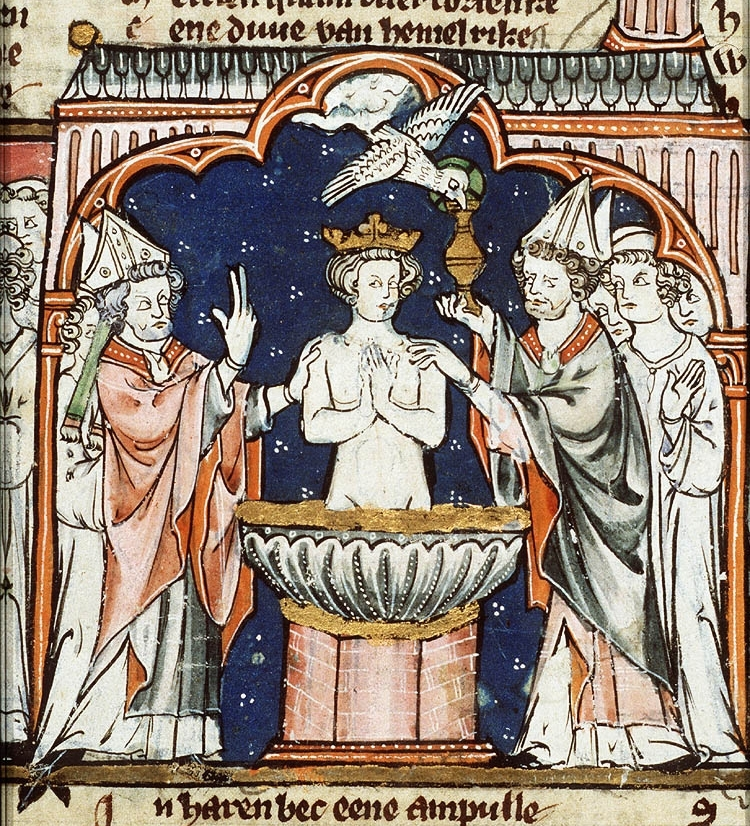
Clodoveo I (reino franco).
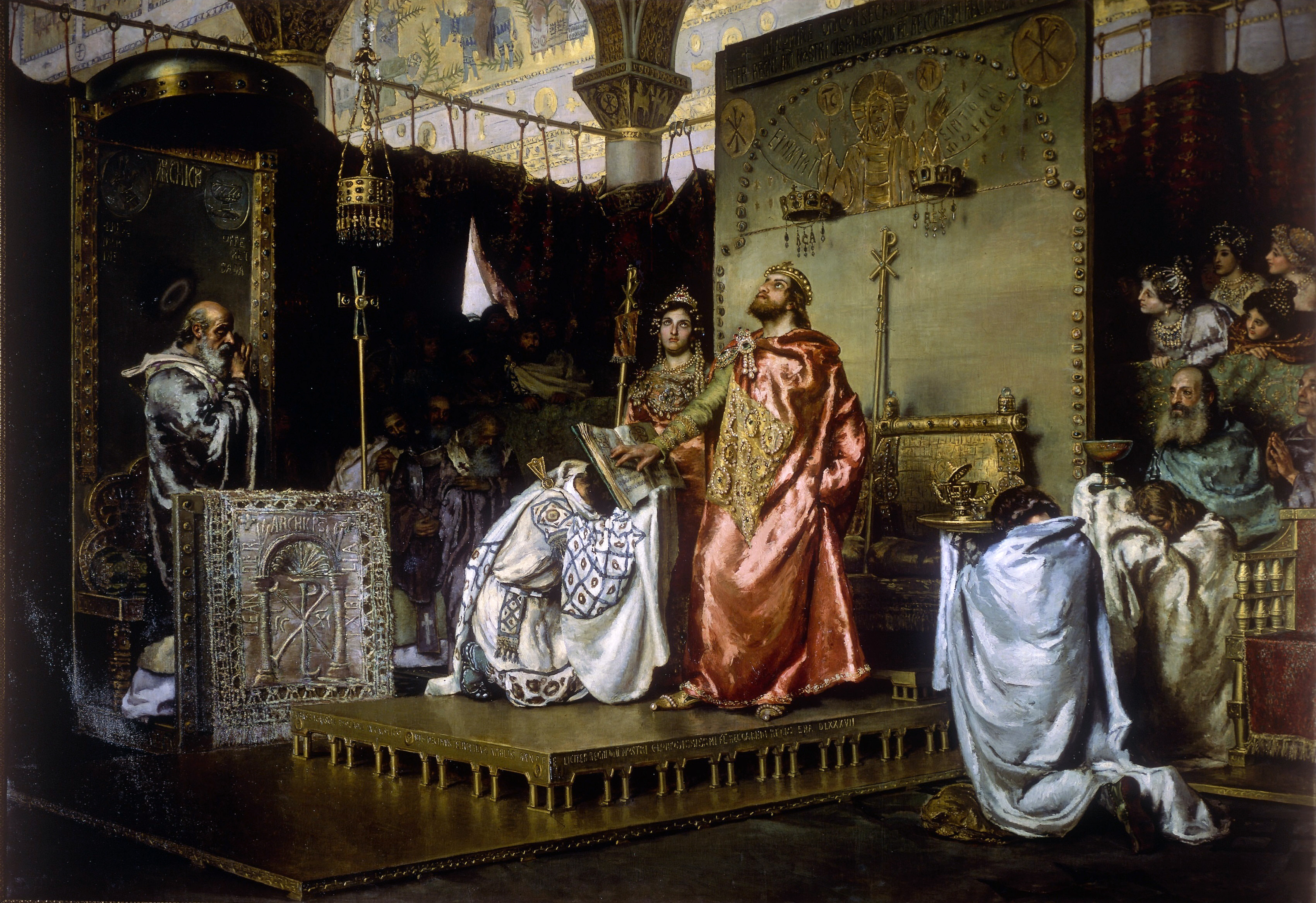
Recaredo (reino visigodo de Toledo).
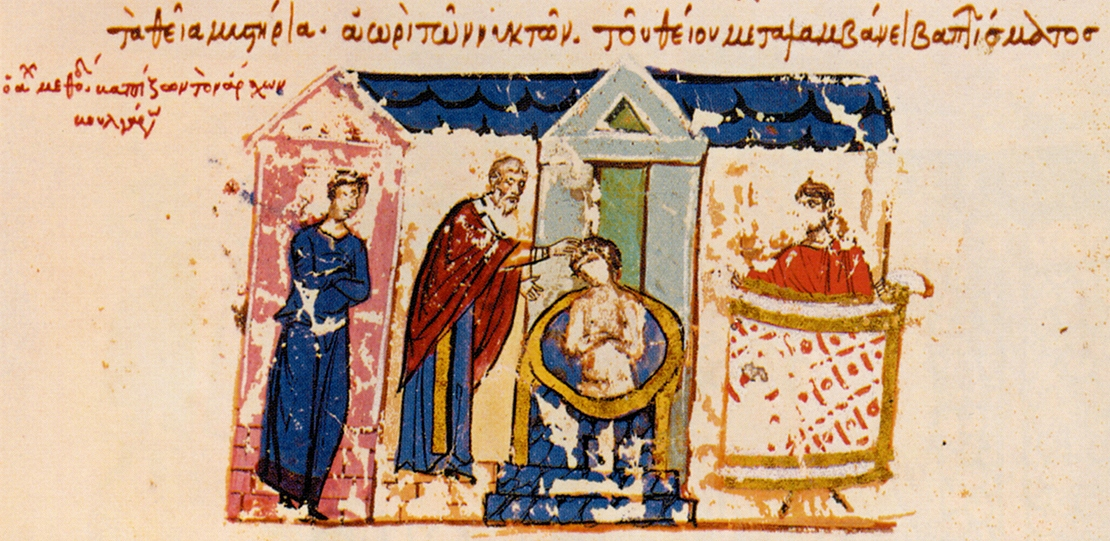
Boris I de Bulgaria.
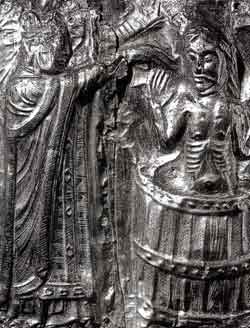
Harald Blåtand (reino de Dinamarca).
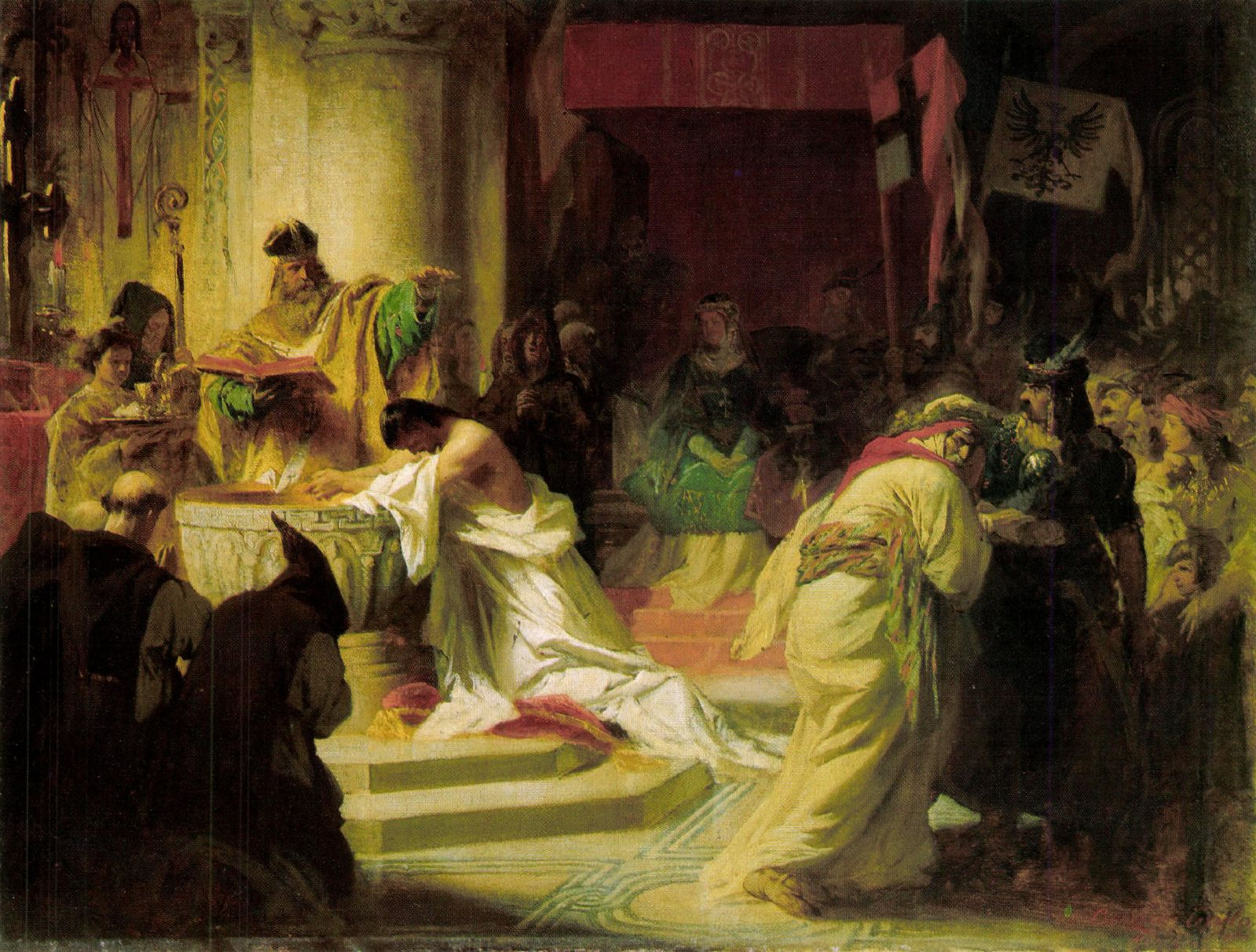
Esteban I de Hungría.

## "Nación", "pueblo" o "lengua" más antiguos
Cuáles sean "la nación más antigua", "el pueblo más antiguo" o "el idioma más antiguo" son asuntos de muy frecuente tratamiento en la bibliografía y los medios de comunicación, con distintos enfoques (racista, casticista o etnicista, tercermundista, indigenista, etc.) que desde el punto de vista científico son claramente pseudo-problemas, dado el evolucionismo característico de la lingüística o de la antropología contemporáneas. Ya Heródoto recoge la leyenda egipcia de cómo Psamético pretendía descubrir cuál fue la nación más antigua encerrando a unos recién nacidos en un corral de cabras y prohibiendo que nadie les hablase, para que sus primeras palabras fueran sin duda las de la lengua primigenia: como dijeron algo parecido a "beccos", que es "pan" en frigio, creyó que estos serían la nación más antigua, aunque también es ese sonido el que emiten las cabras.
Una pretensión similar (averiguar la lengua de Adán) se ha atribuido también al emperador alemán Federico Barbarroja (1122-1190) y a las especulaciones de la pedagogía progresista sobre los niños ferales (lo que se denomina el "experimento prohibido").

## Tabla de hechos y fechas
La tabla aparece ordenada alfabéticamente por defecto. Si se pulsa en la columna "Fecha", se ordena cronológicamente. Si se vuelve a pulsar, lo hace en orden cronológico inverso.
| Nombre                          | Fecha                                                                | Hecho fundacional |
| ------------------------------- | -------------------------------------------------------------------- | --- |
| Afganistán                      | 250 a. C.                                                            | Diodoto I, sátrapa de Bactria, fundó el Reino grecobactriano. Ya en el siglo XX, el 19 de agosto de 1919, Afganistán obtuvo la independencia del Imperio británico. |
| Albania                         | 1190                                                                 | La casa de Progon fundó el Principado de Arbanon, el primer Estado independiente en la zona. Ya en el siglo XX, el 28 de noviembre de 1912 Albania obtuvo la independencia del Imperio turco. |
| Alemania                        | 10 de agosto de 843                                                  | El Tratado de Verdún creó la Francia Orientalis por división del Imperio carolingio (el 14 de febrero de 842 se habían producido los Juramentos de Estrasburgo, que además son el primer texto trilingüe en latín, protofrancés y protoalemán). Después, denominado como Sacro Imperio Romano Germánico, se restringió al espacio al norte de los Alpes (tras la independencia de hecho que alcanzaron las ciudades-estado italianas -Liga Lombarda, 1167-), identificándose con la población de habla germánica que se fue definiendo como idioma alemán. La inoperancia de los emperadores quedó evidenciada con el fracaso de la idea imperial de Carlos V, al tiempo que se producía la división religiosa iniciada en la Reforma protestante y plasmada en el principio cuius regio eius religio. El romanticismo alemán inició el movimiento por la unificación, que se concretó en el predominio prusiano (Confederación Alemana del Norte 1 de julio de 1867, Imperio alemán 18 de enero de 1871). Alemania se dividió en zonas de ocupación tras su derrota en la Segunda Guerra Mundial; y luego en dos estados durante la Guerra Fría. La caída del muro de Berlín (9 de noviembre de 1989) llevó a la reunificación de Alemania (1990). |
| Andorra                         | 8 de septiembre de 1278                                              | Creación del coprincipado entre el condado de Foix y el obispado de Urgel. |
| Angola                          | 11 de noviembre de 1975                                              | Se independiza del Imperio portugués. |
| Antigua y Barbuda               | 1 de noviembre de 1981                                               | Se independiza del Imperio británico. |
| Arabia                          | 16 de julio de 622                                                   | La Hégira o huida de Mahoma de La Meca es el hecho que se toma como hito inicial del calendario musulmán, aunque la unificación árabe no se produjo hasta la entrada triunfal de Mahoma en la misma ciudad (630). Desde el siglo XIII los árabes fueron sustituidos por los turcos como pueblo dirigente entre los del mundo islámico. En el entorno de las ciudades santas no se estableció la soberanía del Imperio otomano, pero sí en zonas periféricas de la península arábiga. En la Primera Guerra Mundial la casa Saud se alió con los británicos (Lawrence de Arabia), pretendiendo construir una "nación árabe" en Oriente Medio, lo que no obtuvo, al repartirse la región en protectorados franceses y británicos. La fecha del 23 de septiembre de 1932 se considera como indicativa de la independencia de Arabia Saudí. El nacionalismo árabe continuó produciendo intentos de federación entre los nuevos países árabes descolonizados (como la República Árabe Unida entre Egipto y Siria), que no tuvieron eficacia. |
| Argelia                         | 5 de julio de 1962                                                   | Se independiza del Imperio francés. En la Antigüedad se desarrolló en su territorio el reino de Numidia (201 a. C.), extendido por el norte de África. |
| Argentina                       | 25 de mayo de 1810 (proclamación) 9 de julio de 1816 (efectiva)      | Se independiza del Imperio español. |
| Armenia                         | 2494 a. C.                                                           | El origen reino de Armenia en torno al monte Ararat se vincula a la narración bíblica del arca de Noé a través de uno de sus biznietos, el patriarca Hayk (Հայկ), que habría derrotado al rey Bel de Babilonia. La conversión al cristianismo del rey Tiridates III (301) la convirtió en el primer Estado cristiano (Georgia lo fue desde el 327 y el Imperio romano desde el edicto de Tesalónica del 380). Fue conquistado por el Imperio sasánida, y posteriormente se convirtió en un emirato islámico. A lo largo de los siglos fue manteniéndose como reino independiente o sometido a bizantinos, persas, otomanos, y por último al Imperio ruso. El 21 de septiembre de 1991 Armenia se declaró independiente en el contexto de la disolución de la Unión Soviética. |
| Australia                       | 1 de enero de 1901 11 de diciembre de 1931                           | Se independiza del Imperio británico. |
| Austria                         | 1453                                                                 | El Archiducado de Austria fue el núcleo central de los Estados de los Habsburgo de Viena, familia en la que se perpetuó la elección imperial desde finales de la Edad Media. Disuelto el Sacro Imperio Germánico durante las guerras napoleónicas, se proclamó un Imperio austriaco (11 de agosto de 1804). La entidad se transformó en Imperio austrohúngaro en 1868. La personalidad austriaca no era ni más ni menos diferente que las de otras zonas de habla alemana. La posibilidad de que la unificación se hubiera producido en una Gran Alemania que incluyera al Imperio Austrohúngaro fue evitada por Prusia, que impuso la Pequeña Alemania bajo su predominio (guerra austro-prusiana, 1866). Tras la Primera Guerra Mundial, la disolución del Imperio austrohúngaro llevó a la proclamación de una República de Austria (3 de noviembre de 1918) en un limitado territorio, caracterizado por la ausencia de lo que hasta entonces eran "minorías nacionales" del Imperio (italianos, checos, húngaros, eslavos, etc.) La Alemania nazi impuso la anexión (Anschluss) de Austria en 1938; y su derrota en la Segunda Guerra Mundial significó la recuperación de la independencia austríaca. |
| Azerbaiyán                      | 400 a. C. siglo IV a. C.                                             | Con el nombre de Albania caucásica existió como entidad política independiente, sometida posteriormente a diversos imperios. El 18 de octubre de 1991 Azerbaiyán se declaró independiente en el contexto de la disolución de la Unión Soviética. |
| Bahamas                         | 10 de junio de 1973                                                  | Se independiza del Imperio británico. |
| Bahrain                         | 15 de agosto de 1971                                                 | Se independiza del Imperio británico. Como otras monarquías del Golfo tiene un componente nacional árabe. |
| Bangladés                       | 16 de diciembre de 1971                                              | El Pakistán Oriental se independiza frente al Pakistán Occidental, tras una breve guerra en la que Bangladés contó con el apoyo de India. Pakistán se había independizado (15 de agosto de 1947) como un Estado territorialmente discontinuo en las zonas de mayoría musulmana del Raj británico. |
| Barbados                        | 30 de noviembre de 1966                                              | Se independiza del Imperio británico. |
| Bélgica                         | 4 de octubre de 1830                                                 | Revolución de 1830. No fue una independencia del Imperio neerlandés, sino la disolución del Reino Unido de los Países Bajos construido por el Congreso de Viena en 1815. Se escogió un topónimo latino para la denominación del nuevo reino. La gran tradición histórica de los Países Bajos del Sur o "Flandes" no había sido como entidad independiente, sino como parte de otras entidades territoriales, destacadamente del Estado Borgoñón, el Imperio español y el Imperio austríaco. |
| Belice                          | 21 de septiembre de 1981                                             | Se independiza del Imperio británico. |
| Benín                           | 1 de agosto de 1960                                                  | Se independiza del Imperio francés. |
| Bielorrusia                     | 27 de julio de 1990 25 de agosto de 1991                             | Se independiza en el contexto de la disolución de la Unión Soviética. Antes de su pertenencia al Imperio ruso, su territorio estaba incluido en la Confederación Polaco-Lituana (1 de julio de 1569). |
| Bolivia                         | 6 de agosto de 1825                                                  | Se independiza del Imperio español. |
| Bosnia-Herzegovina              | 1154 1 de marzo de 1992                                              | Establecimiento del Banato de Bosnia, elevado a Reino de Bosnia en 1377. Fue conquistada en 1463 por el Imperio Otomano y posteriormente pasó al Imperio austrohúngaro. Tras la Primera Guerra Mundial se incorporó al reino de Yugoslavia, declarándose independiente en 1992, tras la disolución de Yugoslavia. |
| Botsuana                        | 30 de septiembre de 1966                                             | Se independiza del Imperio británico. |
| Brasil                          | 7 de septiembre de 1822                                              | Más que una independencia del Imperio portugués fue la continuidad de este, en el contexto de la revolución liberal en Portugal (1820-1823). |
| Brunéi                          | 1 de enero de 1984                                                   | Se independiza del Imperio británico. Comparte el pasado histórico de Insulindia (Imperio mayapajit). |
| Bulgaria                        | 681                                                                  | Asparukh funda el Imperio búlgaro al firmar un tratado con el emperador bizantino Constantino IV. La cristianización se realizó por el rey San Boris (convertido en el 864). La presencia de un Estado búlgaro en los Balcanes tuvo diversas vicisitudes como entidad política independiente a lo largo de la Edad Media, hasta su conquista por el Imperio turco. El 22 de septiembre de 1908 obtuvo la independencia. |
| Burkina Faso                    | 5 de agosto de 1960                                                  | Se independiza del Imperio francés. |
| Burundi                         | 1 de julio de 1962                                                   | Se independiza del Imperio belga. |
| Bután                           | 1634                                                                 | Shabdrung Ngawang Namgyal unifica el territorio del actual Bután. Tras el dominio británico, se independiza del Imperio británico en 1907. |
| Camboya                         | 802                                                                  | Jayavarman II proclamó el Imperio jemer. Tras la época colonial, el 9 de noviembre de 1953 se proclamó la independencia del Imperio francés. |
| Camerún                         | 1 de enero de 1960 1 de octubre de 1961                              | Se independiza del Imperio francés del Camerún oriental. Independencia del Imperio británico del Camerún occidental. |
| Canadá                          | 1 de julio de 1867 11 de diciembre de 1931                           | Se independiza del Imperio británico. |
| Cabo Verde                      | 5 de julio de 1975                                                   | Se independiza del imperio portugués. |
| República Centroafricana        | 13 de agosto de 1960                                                 | Se independiza del Imperio francés. |
| Chad                            | 11 de agosto de 1960                                                 | Se independiza del Imperio francés. Coincidiendo con su extensión territorial habían existido algunos Estados africanos, como el Imperio Kanem-Bornu, el Imperio uadai o el Imperio fulani |
| Chequia                         | 870                                                                  | Formación del Ducado de Bohemia, elevado a Reino en 1212, entidad soberana checa, que mantuvo tal denominación hasta la desintegración del Imperio Austro-Húngaro en 1918. Desde entonces y hasta el 1 de enero de 1993, Chequia formó parte de Checoslovaquia. |
| Chile                           | 18 de septiembre de 1810 (proclamación) 12 de febrero de 1818        | Se independiza del Imperio español. |
| China                           | 2852 a. C.                                                           | Los legendarios tres augustos y cinco emperadores inician la historia de China. Las primeras dinastías tuvieron una dimensión geográfica restringida hasta la fundación del Imperio chino por Qin Shi Huang (221 a. C.). La civilización china se fue desarrollando en torno a la etnia han y su cultura, en cuya configuración fueron decisivos Confucio y Lao Tsé (siglos VI al V a. C.) y empresas colectivas de escala gigantesca, como el Gran Canal de China (desde el siglo VI a. C.) y la Gran Muralla China (desde el siglo V a. C.) Su continuidad histórica se vio sometida a sucesivas invasiones y ciclos de auge y decadencia que han definido las interpretaciones de la historia de China y el sinocentrismo de su peculiar cosmovisión. En la segunda mitad del siglo XIX se produjo una criptocolonización europea, y entre 1931 y 1945 una abierta intervención japonesa. La descolonización formal de Hong Kong y Macao (del Imperio británico y portugués respectivamente) se produjo a finales del siglo XX. En la actualidad subsiste la separación entre la "China comunista" o continental y la "China nacionalista" o insular (Taiwán o Formosa). |
| Chipre                          | 16 de agosto de 1960                                                 | Se independiza del Imperio británico. La guerra civil y la intervención del ejército turco produjo la división del país entre las comunidades grecochipriota y turcochipriota. Las negociaciones para la reunificación no han dado resultado. |
| Colombia                        | 20 de julio de 1810                                                  | Revuelta del 20 de julio de 1810, iniciada por los criollos neogranadinos contra los españoles para dar paso a la Independencia de la hoy República de Colombia. La revuelta empezó con un altercado ocurrido en Santa Fé de Bogotá, capital del Virreinato de Nueva Granada. El suceso, también conocido como el "El Florero de Llorente" o la "Reyerta del 20 de julio". La disputa se produjo cuando José González Llorente (un comerciante español) se negó a prestar un florero a Luis de Rubio y a su hermano, caldeando los ánimos del pueblo en contra de los españoles, de esta manera el florero fue la excusa para generar la revuelta. Este los criticaba verbalmente, lo cual inició una revuelta en la que las personas empezaron a decir «abajo los chapetones» refiriéndose a los españoles. Se formó una junta de gobierno independiente de la autoridad española y la destitución del virrey. |
| Comores                         | 6 de julio de 1975                                                   | Se independiza del imperio francés. |
| Congo (Kinshasa)                | 30 de junio de 1960                                                  | Se independiza del Imperio belga. Coincidiendo con su extensión territorial habían existido algunos Estados africanos, como el reino del Congo, el Imperio luba o el Imperio lunda. |
| Congo (Brazzaville)             | 15 de agosto de 1960                                                 | Se independiza del Imperio francés. Coincidiendo con su extensión territorial habían existido algunos Estados africanos, como el reino de Yeke. |
| Corea                           | 2333 a. C.                                                           | Fundación mítica del reino Gojoseon por Dangun. En torno al siglo IV a. C. surge el reino Jin al sur de la península de Corea. El desarrollo de esta civilización tuvo una fuerte influencia china. En 1910 Corea fue conquistada por el Imperio japonés. Tras la Segunda Guerra Mundial, derrotado Japón, y en el contexto de la Guerra Fría, el país se dividió en dos zonas, vinculadas a los Estados Unidos y la Unión Soviética, iniciándose la guerra de Corea. La independencia de Corea del Sur se proclamó el 15 de agosto de 1948 y la de Corea del Norte el 9 de septiembre de 1948. |
| Costa Rica                      | 14 de noviembre de 1838                                              | Disolución de la República Federal de Centro América. El 15 de septiembre de 1821 se había declarado la independencia del Imperio español. |
| Costa de Marfil                 | 7 de agosto de 1960                                                  | Se independiza del Imperio francés. |
| Croacia                         | 879                                                                  | Branimir, Dux Croatorum es el primer dirigente de los croatas en recibir el reconocimiento papal. La zona se incorporó al Imperio otomano y posteriormente al Imperio austrohúngaro. Tras la Primera Guerra Mundial se incorporó al reino de Yugoslavia. Croacia se decalró independiente entre 25 de junio de 1991 y 8 de octubre de 1991 durante la disolución de Yugoslavia. |
| Cuba                            | 1898                                                                 | Se independiza del Imperio español (la guerra de Cuba, discontinua desde 1868, se terminó con la intervención de Estados Unidos). La declaración formal de independencia no se produjo hasta el (20 de mayo de 1902, y aun entonces continuó la dependencia con Estados Unidos (enmienda Platt) hasta la Revolución cubana (1959). |
| Dinamarca                       | 960                                                                  | La cristianización de los vikingos se dio de forma paralela a la formación de monarquías feudales. El reino de Dinamarca fue la más precoz (rey Harald Blåtand); pero fueron fusionándose y separándose hasta comienzos del siglo XX (entre los siglos XIV y XVI, los tres reinos en la Unión de Kalmar, hasta 1814 el Reino de Dinamarca y Noruega y desde entonces, Dinamarca como un solo reino, del que se separó Islandia en 1944 -Groenlandia se mantiene como región autónoma-). |
| Dominica                        | 3 de noviembre de 1978                                               | Se independiza del Imperio británico. |
| República Dominicana            | 16 de agosto de 1865                                                 | Segunda independencia del Imperio español (previamente se había producido una primera independencia y una reincorporación). |
| Ecuador                         | 13 de mayo de 1830                                                   | Disolución de la Gran Colombia. El 10 de agosto de 1809 se había declarado la independencia del Imperio español. El 24 de mayo de 1822 se proclama la independencia oficial |
| Egipto                          | 3050 a. C.                                                           | Narmer, el primer faraón, unifica el Alto y el Bajo Egipto, fundando la I Dinastía. El Antiguo Egipto fue una de las primeras civilizaciones, definida geográficamente en el valle del Nilo y con una base demográfica relativamente homogénea. Su carácter colectivo se reforzó con empresas de escala gigantesca (obras hidráulicas para la gestión de las inundaciones anuales, Pirámides). Las posteriores helenización, cristianización e islamización fueron aportando sucesivos elementos a su "carácter nacional". La fuerte arabización convirtió a Egipto en el centro del mundo árabe. La dependencia del Imperio turco no fue más que una subordinació formal: los pachás actuaban como verdaderos soberanos. La campaña de Napoleón supuso el inicio de una creciente intervención europea, acentuada con la construcción del canal de Suez, una verdadera colonización. La independencia del Imperio británico se obtuvo el 1 de enero de 1956. |
| El Salvador                     | 13 de abril de 1839                                                  | Disolución de la República Federal de Centro América. El 15 de septiembre de 1821 se había producido la independencia del Imperio español. |
| Emiratos Árabes Unidos          | 2 de diciembre de 1971                                               | Se independiza del Imperio británico. Como otras monarquías del Golfo tiene un componente nacional árabe. |
| Eritrea                         | 24 de mayo de 1993                                                   | Se independiza frente a Etiopía. La civilización que se desarrolló en la zona desde la Antigüedad es en gran parte común a esta zona litoral del mar Rojo, Sudán y Etiopía: Kush, Hadramaut, Damot, etc. |
| Eslovaquia                      | 28 de octubre de 1918 1 de enero de 1993                             | Disolución del Imperio austrohúngaro Disolución de Checoslovaquia |
| Eslovenia                       | 25 de junio de 1991 8 de octubre de 1991                             | Disolución de Yugoslavia |
| España                          | Entre 589 y 2 de enero de 1492                                       | El final de la Reconquista con la toma de Granada por los Reyes Católicos se suele considerar el hito fundacional de la España moderna; aunque para la historiografía tradicional o "goticista" es más bien la culminación de la "restauración de España" que había comenzado Don Pelayo al inicio de la Reconquista (batalla de Covadonga, 722). Previamente se había producido la "pérdida de España" por Don Rodrigo (batalla de Guadalete, 711). El reino visigodo de Toledo (siglo VI) fue la primera entidad política independiente que controló el espacio peninsular y unió religiosa y administrativamente la península en el 589. Algunos historiares señalan esta fecha como momento fundacional de España. Sucedido por el emirato de Córdoba (756). Es muy significativo que, mientras que la independencia de al-Ándalus con Abderramán I no se destaca como hito fundacional de España, es mucho más habitual hacerlo con la conversión de Recaredo al catolicismo (589), que supuso el comienzo de la integración entre visigodos e hispanorromanos (de modo equivalente a la conversión de Clodoveo para la historia de Francia). La fiesta nacional de España se celebra el 12 de octubre, conmemorando el descubrimiento de América en el mismo año de 1492. Otros acontecimientos de ese annus mirabilis fueron la expulsión de los judíos y la publicación de la Gramática de Nebrija. Míticamente, la "fundación de España" se remonta a Hércules y Gerión, al que las fuentes griegas relacionan con el reino de Tartessos. Isidoro de Sevilla y Rodrigo Jiménez de Rada procuraron una genealogía bíblica, mediante Túbal, descendiente de Noé, reutilizada aquí por Rodrigo Caro: «que los españoles son sus descendientes, que el primero Rey de los Españoles fue Hispan, el cual fundó la famosa ciudad de Sevilla, y de su nombre se llamó Hispalis, que puso en ella el asiento de su Reyno, y que de Hispalis tomó el nombre toda España». Incluso se llegó a utilizar la "fundación de España por Túbal" como una era, fechando mediante ella. Según distintos cómputos, se localiza en el 2178 a. C. o en el 2160 a. C. La "Era Hispánica", que se inicia el 38 a. C. y tiene origen romano, se utilizó para fechar hasta la Baja Edad Media. |
| Estados Unidos de América       | 4 de julio de 1776                                                   | Se independiza del Imperio británico. Reciben el nombre de Founding Fathers (‘padres fundadores’) a los que firmaron la Declaración de independencia. |
| Estonia                         | 1918                                                                 | Se independiza en el contexto de la disolución del Imperio ruso, como las otras repúblicas bálticas. El final de la Primera Guerra Mundial significó la independencia de los territorios del Imperio ruso que ocupaba el ejército alemán. El pacto germano-soviético de 1939 permitió su ocupación por la Unión Soviética. La anexión se produjo durante la Segunda Guerra Mundial y se aceptó por los aliados occidentales en los acuerdos de Teherán, Yalta y Potsdam. El 20 de agosto de 1991 se proclamó la independencia en el contexto de la disolución de la Unión Soviética. En la Edad Media existió en la zona de Estonia y Letonia un territorio de compleja soberanía (Terra Mariana). |
| Etiopía                         | 950 a. C.                                                            | La legendaria reina de Saba, que la Biblia y el Kebra Nagast citan como contemporánea de Salomón, y el hijo de ambos (Menelik I), habrían llevado consigo el Arca de la Alianza en su viaje de vuelta a Aksum (actualmente se venera en la Iglesia de Santa María de Sion). Está documentada la existencia y nombres de cuatro reyes de D'mt (Damot) en la primera mitad del siglo VII a. C. Posteriormente, en la zona (los actuales Estados de Sudán, Eritrea y Etiopía) se desarrolló el reino de Aksum. También hubo presencia de los reinos árabes de Hadramaut y Saba. La cristianización de Etiopía se basó en su relación con los coptos de Egipto. Etiopía se mantuvo como único Estado africano libre de presencia colonial hasta la conquista italiana (1936). La Sociedad de Naciones condenó la invasión, y siguió reconociendo la legitimidad del gobierno del Negus, al que los británicos repusieron en el trono durante la Segunda Guerra Mundial (1941), de modo que tal restauración no fue considerada concesión de independencia. |
| Filipinas                       | 4 de julio de 1946                                                   | Se independiza concedida por los Estados Unidos de América. |
| Fiyi                            | 10 de octubre de 1970                                                | Se independiza del Imperio británico. |
| Finlandia                       | 6 de diciembre de 1917                                               | Se independiza en el contexto de la disolución del Imperio ruso. |
| Francia                         | 10 de agosto de 843                                                  | El tratado de Verdún definió una Francia Occidentalis donde fue conformándose el reino de Francia, que se definió en sus llamadas "fronteras naturales" hasta Luis XIV. Fue la Revolución francesa (toma de la Bastilla, 14 de julio de 1789) la que formó la "nación", que a finales del siglo XIX Ernest Renan definió como "plebiscito cotidiano". La voluntad "fundacional" se explicitó incluso en el cómputo del tiempo (calendario republicano, que cuenta desde el 22 de septiembre de 1792). Ya en el siglo V en el territorio de la actual Francia se habían establecido algunas entidades políticas independientes, como el reino de Siagrio y el reino visigodo de Tolosa. En cuanto al reino franco, su dimensión territorial era centroeuropea, lo que se acentuó con la expansión del Imperio carolingio, de cuya división nació la Francia Occidentalis (previamente al tratado de Verdún se habían producido los Juramentos de Estrasburgo -14 de febrero de 842-, que además son el primer texto trilingüe en latín, protofrancés y protoalemán). Como hito fundacional, que supuso la integración de francos y galo-romanos, se destaca la importancia del bautismo de Clodoveo I y sus guerreros 25 de diciembre de 499 (el año es debatido) tras la batalla de Tolbiac (496), al compararlo con lo que supuso para Roma la conversión de Constantino tras la batalla del Puente Milvio. |
| Gabón                           | 17 de agosto de 1960                                                 | Se independiza del imperio francés. |
| Gambia                          | 18 de febrero de 1965                                                | Se independiza del Imperio británico. |
| Georgia                         | 400 a. C. siglo IV a. C.                                             | El reino de Kartli o Iberia caucásica se desarrolló en la zona denominada Cólquide por las fuentes griegas clásicas. La conversión al cristianismo del rey Mirian III (327) lo convirtió en uno de los primeros Estados cristianos de la historia (Roma no lo fue hasta el edicto de Tesalónica, 380, Armenia lo era desde el 301). La zona se disputó entre los imperios bizantino y persa, y posteriormente entre distintos estados islámicos, con periodos de independencia. A finales del siglo XVIII se incorporó al imperio Ruso. El 9 de abril de 1991 se proclamó la independencia en el contexto de la disolución de la Unión Soviética. |
| Ghana                           | 6 de marzo de 1957                                                   | Se independiza del Imperio británico. No debe confundirse con el Imperio de Ghana, con el que no tenía nada que ver a pesar de lo idéntico de su nombre. Coincidiendo con su extensión territorial habían existido algunos Estados africanos, como el Imperio ashanti. |
| Grenada                         | 7 de febrero de 1974                                                 | Se independiza del Imperio británico. |
| Grecia                          | 776 a. C.                                                            | La celebración de los primeros juegos olímpicos no solo servía de hito inicial del calendario helénico, sino que manifestaba la conciencia de unidad que habían alcanzado los griegos en esa época. Aunque la civilización griega es la más importante de las mediterráneas, por cuanto es la base de la civilización occidental, no hubo en la Antigüedad clásica ningún momento en el que un Estado se identificara con la Hélade (el territorio habitado por los griegos): o se dividía en poleis enfrentadas, o estaba sometido a un imperio exterior (persa, macedonio o romano). En textos legendarios, que se refieren a civilizaciones prehelénicas, aparecen dos reyes que habrían conseguido esa unidad: Minos y su talasocracia o gobierno de los mares, y Agamenón y su empresa militar común (la guerra de Troya) que reunió momentáneamente a griegos procedentes de todas las poleis de la época oscura. El efímero Imperio de Alejandro, precedido por la conquista de Grecia por su padre Filipo de Macedonia, trascendió en mucho la extensión de lo "griego" y dio lugar a los reinos helenísticos desde Egipto hasta la India. La conquista romana supuso la helenización de la propia Roma. El Imperio bizantino, continuidad del romano en Oriente, intensificó su condición helenística durante la Edad Media. La personalidad de Grecia se fue gestando como la de una minoría nacional bajo el Imperio turco durante la Edad Moderna. En el contexto de las revoluciones liberales, la guerra de independencia griega se inició con la declaración de independencia (13 de enero de 1822) y culminó con el protocolo de Londres negociado entre Francia, Reino Unido y Rusia (3 de febrero de 1830). |
| Guatemala                       | 13 de abril de 1839                                                  | Disolución de la República Federal de Centro América. Previamente se había declarado la independencia del Imperio español 15 de septiembre de 1821. |
| Guinea-Bissau                   | 24 de septiembre de 1973 10 de septiembre de 1974                    | Se independiza del Imperio portugués. |
| Guinea-Conakri                  | 2 de octubre de 1958                                                 | Se independiza del Imperio francés. Coincidiendo con su extensión territorial habían existido algunos Estados africanos, como el Imperio de Wassoulou. |
| Guinea Ecuatorial               | 12 de octubre de 1968                                                | Se independiza del Imperio español. Significativamente, se eligió como fecha la del Día de la Hispanidad. |
| Guyana                          | 26 de mayo de 1966                                                   | Se independiza del Imperio británico. |
| Haití                           | 1 de enero de 1804                                                   | Se independiza del Imperio francés. |
| Honduras                        | 26 de octubre de 1838                                                | Disolución de la República Federal de Centro América. La independencia del Imperio Español se había proclamado el 15 de septiembre de 1821 |
| Hungría                         | 900                                                                  | La Honfoglalás (‘conquista de la patria’) por parte de las tribus magiares se produce mediante una épica emigración. Con su cristianización (Batalla de Veszprém, 997, coronación de San Esteban, 1000) el reino de Hungría se incorporó a la dinámica feudal europea. La invasión turca (Batalla de Mohacs, 1526) destruyó el reino, que se dividió en varias entidades sometidas a austriacos, turcos, o de independencia nominal. La revolución de 1848 llevó al compromiso austrohúngaro (1867) y la fundación de una monarquía dual (el Imperio austrohúngaro), cuya disolución al finalizar la Primera Guerra Mundial llevó a la constitución de una república de Hungría (16 de noviembre de 1918). |
| India                           | 300 a. C.                                                            | Se suele considerar como "fundador de la India" al emperador Asoka, aunque haya precedentes anteriores. El subcontinente indio (que la actual India comparte con Pakistán, Bangladés, Sri Lanka y Nepal) y los territorios del Asia Central (muy vinculados históricamente a la península del Indostán), acogieron desde la Antigüedad una importante civilización, dotada de una personalidad característica, y numerosos Estados (desde la civilización del Indo, pasando por los arios y los de influencia helenística y greco-bactriana, hasta el Imperio moghul y la conquista británica que estableció el Raj). La descolonización se realizó en medio de graves conflictos civiles, que separaron a las zonas de mayoría musulmana (Dominio de Pakistán) de las de mayoría hindú (con significativas minorías musulmana, jainista y de otras religiones), donde se formó el Dominio de la India, al que se concedió la independencia el 15 de agosto de 1947. |
| Indonesia                       | 17 de agosto de 1945 27 de diciembre de 1949                         | Independencia del Imperio neerlandés. El pasado histórico de la región de Insulindia (que incluye a los actuales Malasia y Filipinas) incluyó algunos imperios de mayor o menor extensión, como el Srivijaya (siglos VII al XII) y el Imperio Madjapahit (siglos XIII-XVI). |
| Irak                            | 2271 a. C.                                                           | Tras la batalla de Uruk, Sargón de Acad funda el Imperio acadio. Las civilizaciones mesopotámicas son tan antiguas como la propia historia. Las ciudades sumerias, el Imperio babilónico y el asirio en sus distintas fases tuvieron como base territorial el espacio entre el Tigris y el Éufrates que los griegos denominaron Mesopotamia. A lo largo de la historia, sucesivas conquistas incorporaron aportaciones de distintas culturas, particularmente la persa, helenística, romana y musulmana. Tras siglos de dominio turco, se formó un protectorado británico, que concedió la independencia a Irak el 3 de octubre de 1932, aunque volvió a ocuparse la región durante la Segunda Guerra Mundial (Guerra anglo-iraquí, 1941). |
| Irán                            | 558 a. C.                                                            | Persia se funda con los aqueménidas. Su imperio fue incorporado al de Alejandro Magno, al que sucedió en la región el reino helenístico de los seléucidas. Este fue a su vez sustituido por los partos y los sassánidas. La islamización no destruyó la especificidad de esta civilización, como tampoco las posteriores invasiones túrquicas y mongolas. En el siglo XIX Irán no fue formalmente colonizado, pero sí objeto de una criptocolonización en el contexto del "gan juego" entre rusos e ingleses que se disputaban el "área pivote" clave para la geoestrategia entre el Medio y el Extremo Oriente. La injerencia occidental en el gobierno del Sha Reza Palevi hizo ver como una verdadera "independencia" a la revolución islámica de 1979. |
| Irlanda                         | 18 de abril de 565                                                   | Diarmait (gran rey de Irlanda ―título que se remonta a una época mítica―) se convierte al cristianismo por la predicación de San Ciaran de Clonmacnoise. A partir del siglo XI, y en varias ocasiones hasta el siglo XVII, hubo intervenciones militares inglesas que conquistaron Irlanda y la integraron bajo distintas formas políticas (señorío de Irlanda, 1171, reino de Irlanda, 1541, Acta de Unión, 1800). El catolicismo irlandés se mantuvo como uno de los principales signos identitarios frente al anglicanismo inglés. La república de Irlanda se fundó tras la guerra de independencia irlandesa entre el 6 de diciembre de 1921 y el 18 de abril de 1949. El Úlster, territorio de mayoría protestante, se mantuvo dentro del Reino Unido. |
| Islandia                        | 930                                                                  | Islandia puede considerarse el Estado europeo de personalidad nacional más claramente definida, por su aislamiento insular, su homogeneidad étnica, lingüística y religiosa. Su hito fundacional es singular: la primera reunión de un parlamento (Alþingi), que constituyó la Mancomunidad Islandesa. En 1264 pasó a depender del reino de Noruega y luego del reino de Dinamarca. La independencia se le concedió entre 1 de enero de 1918 y 17 de junio de 1944. |
| Israel                          | 1400 a. C.                                                           | La mítica batalla de Jericó simboliza el control de las tribus de Israel sobre el territorio de Canaan. La región, tras ser un área de influencia de Egipto, se vio afectada, como todo el Mediterráneo oriental, por las turbulencias de la época de los pueblos del mar. El reino de Israel de David y Salomón (siglo X a. C.) se impuso a los filisteos, y posteriormente se dividió en distintos reinos judíos, sometidos a sucesivas intervenciones de los imperios mesopotámicos (cautividad de Babilonia, cautividad de Nínive), persa, griego y romano. La represión de las rebeliones judías condujo a la diáspora, que pobló de comunidades judías toda Europa. Desde el siglo XIX el sionismo impulsó el establecimiento de un Estado judío, que se concretó en el protectorado británico de Palestina. La proclamación del Estado de Israel se produjo el 14 de mayo de 1948. |
| Italia                          | 89 a. C.                                                             | La guerra Social, guerra de los Aliados o guerra mársica. Fundación de la Liga Italiana. A los miembros se les concede la ciudadanía romana plena. La batalla de Legnano significó el final del dominio del Sacro Imperio Germánico sobre el espacio al sur de los Alpes. A pesar de la fragmentación política de las ciudades-estado italianas (su unión en la Liga Lombarda -desde 1167- no tuvo continuidad) y de la pretensión de los Estados pontificios de constituirse en un poder universal alternativo al del propio Imperio, las características definitorias de la personalidad italiana se fueron formando a lo largo de la Edad Media, en gran medida en torno a la definición de una lengua prestigiada por Dante, Petrarca y Bocaccio, y a la cultura del Renacimiento, que explícitamente imitaba a la Antigua Roma (ni esa civilización ni la fecha convencional de la fundación de Roma, 753 a. C., tuvieron en Italia un referente político común o diferenciado, como tampoco lo tuvo el reino ostrogodo de Teodorico con capital en Rávena -493-). El dominio francés, español y austriaco se sucedieron hasta el siglo XIX. La unificación italiana o Risorgimento hizo nacer el reino de Italia (17 de marzo de 1861) sobre la base del reino de Piamonte-Cerdeña y la casa de Saboya. |
| Jamaica                         | 6 de agosto de 1962                                                  | Se independiza del Imperio británico. |
| Japón                           | 11 de febrero de 660 a. C.                                           | Se considera, legendariamente, el Día de la Fundación Nacional, por el emperador Jinmu. |
| Jordania                        | 25 de mayo de 1946                                                   | Se independiza del Imperio británico. |
| Kazajistán                      | 5 de octubre de 1990 16 de diciembre de 1991                         | Se independiza en el contexto de la disolución de la Unión Soviética. |
| Kenia                           | 12 de diciembre de 1963                                              | Se independiza del Imperio británico. |
| Kirguistán                      | 15 de diciembre de 1990 31 de agosto de 1991                         | Se independiza en el contexto de la disolución de la Unión Soviética. |
| Kiribati                        | 12 de julio de 1979                                                  | Se independiza del Imperio británico. |
| Kosovo                          | 17 de febrero de 2008                                                | Se independiza frente a Serbia. |
| Kuwait                          | 19 de julio de 1961                                                  | Se independiza del Imperio británico. Como otras monarquías del Golfo tiene un componente nacional árabe. |
| Laos                            | 1353                                                                 | Fundación del Reino de Lan Xang, primer estado unificado del pueblo lao en confines coincidentes con los de la actual república, y que existió durante más de 350 años. Tras las dominaciones tailandesa, vietnamita y francesa, los laosianos recuperaron su independencia el 21 de julio de 1954. |
| Lesoto                          | 4 de octubre de 1966                                                 | Se independiza del Imperio británico. |
| Letonia                         | 1918                                                                 | Se independiza en el contexto de la disolución del Imperio ruso, como las otras repúblicas bálticas. Independencia en el contexto de la disolución de la Unión Soviética (28 de julio de 1989 - 4 de mayo de 1990 - 21 de agosto de 1991). En la Edad Media existió en la zona de Estonia y Letonia un territorio de compleja soberanía (Terra Mariana). |
| Líbano                          | 26 de noviembre de 1941                                              | Se independiza del Imperio británico. Aunque en su territorio se desarrolló en la Antigüedad la civilización fenicia, no se desarrolló ninguna entidad política común y propia, sometiéndose a los sucesivos imperios que controlaron la región. |
| Liberia                         | 26 de julio de 1847                                                  | La American Colonization Society adquirió un territorio en la costa africana para asentar a esclavos negros liberados. |
| Libia                           | 24 de diciembre de 1951                                              | Se independiza del Imperio italiano. En la Antigüedad, la dinastía batíada constituyó un reino en Cirenaica (631 a. C.). |
| Liechtenstein                   | 12 de julio de 1806 6 de agosto de 1806                              | Disolución del Sacro Imperio Germánico. |
| Lituania                        | 1236                                                                 | Mindaugas funda el Gran Ducado de Lituania. El 1 de julio de 1569 Lituania formó junto con Polonia la República de las Dos Naciones. Los repartos de Polonia integraron este territorio en el Imperio ruso. En 1918 se declaró independiente en el contexto de la disolución del Imperio ruso, como las otras repúblicas bálticas. Fue posteriormente ocupada (1939, pacto germano-soviético) y anexionada por la Unión Soviética. Se independizó en el contexto de la disolución de la Unión Soviética (11 de marzo de 1990 y 29 de julio de 1991). |
| Luxemburgo                      | 9 de junio de 1815 11 de Mayo de 1867 13 de noviembre de 1890        | Disolución del Sacro Imperio. Separación del reino de los Países Bajos. |
| Madagascar                      | 26 de junio de 1960                                                  | Se independiza del Imperio francés. |
| Malaui                          | 6 de julio de 1964                                                   | Se independiza del Imperio británico. |
| Malasia                         | 1402                                                                 | Fundación del Sultanato de Malaca, con el que se inicia la historia del país como entidad soberana, pues hasta el momento había compartido el pasado histórico de Insulindia, el primer (Imperio Madjapahit). Tras las dominaciones sucesivas de portugueses y británicos, entre 1511 y el 31 de agosto de 1957 se proclama la independencia del Estado. |
| Maldivas                        | 26 de julio de 1965                                                  | Se independiza del Imperio británico. |
| Malí                            | 22 de septiembre de 1960                                             | Se independiza del Imperio francés. Coincidiendo con su extensión territorial habían existido algunos Estados africanos, como el Imperio de Malí, el Imperio de Ghana, el Imperio de Bamana, el Imperio songhai o el Imperio tuculor. |
| Malta                           | 21 de septiembre de 1964                                             | Se independiza del Imperio británico. |
| Marruecos                       | 1659                                                                 | Tras la islamización, el territorio más occidental del norte de África quedó varios siglos en disputa entre omeyas (con centro en Córdoba) y fatimíes (con centro en Ifriqiya), y tribus locales (idrisíes). A partir del siglo XI fueron sucesivamente almorávides, almohades y benimerines los que fueron formando imperios que se extendieron ocasionalmente a la península ibérica; mientras que en otras ocasiones dinastías locales ejercieron su poder sobre distintas configuraciones territoriales (mariníes, watasíes y saadíes). En 1659 se asentó el poder de los alauíes, identificados como emires o sultanes de Marruecos, aunque el primer alauí proclamado sultán, en Tafilalet, fue Mohamed I. Sometido a protectorado francés y español desde comienzos del siglo XX, el 2 de marzo de 1956 se proclamó la independencia del reino de Marruecos. |
| Islas Marshall                  | 21 de octubre de 1986 22 de diciembre de 1990                        | Se independiza concedida por los Estados Unidos de América. |
| Mauritania                      | 28 de noviembre de 1960                                              | Se independiza del Imperio francés. |
| Mauricio                        | 12 de marzo de 1968                                                  | Se independiza del Imperio británico. |
| Macedonia del Norte             | 25 de enero de 1991 8 de septiembre de 1991                          | Disolución de Yugoslavia. |
| México                          | 1325                                                                 | Fundación de México-Tenochtitlán por los aztecas. En el territorio del actual México también se desarrolló la civilización maya (extendida por el América central). Los distintos rasgos del carácter nacional mexicano se fueron construyendo a lo largo de tres siglos de colonización española (Caída de México-Tenochtitlan 26 de mayo de 1521-13 de agosto de 1521, Virreinato de Nueva España) y cristianización (Virgen de Guadalupe, 12 de diciembre de 1531). El Grito de Dolores (16 de septiembre de 1810) proclamó la independencia, que no se concretó hasta el 27 de septiembre de 1821. La reivindicación del "indigenismo" se intensificó a partir de la revolución mexicana (20 de noviembre de 1910) y la hegemonía del PRI (1929-2000), aunque Benito Juárez había sido el primer presidente de origen indígena (15 de enero de 1858). Las primeras civilizaciones del México prehispánico se remontan al III milenio a. C. |
| Estados Federados de Micronesia | 3 de noviembre de 1986 22 de diciembre de 1990                       | Se independiza concedida por los Estados Unidos de América. |
| Moldavia                        | 23 de junio de 1990 27 de agosto de 1991                             | Se independiza en el contexto de la disolución de la Unión Soviética. |
| Mónaco                          | 25 de febrero de 1489                                                | La fortaleza de Montecarlo es conquistada por los Grimaldi, que fundan una dinastía soberana. |
| Mongolia                        | 1206                                                                 | Gengis Khan unificó las tribus mongolas y las condujo a la creación de un Imperio mongol con ramificaciones por toda Eurasia. La revolución Ming (1368), que supuso el cambio dinástico en el Imperio chino, acabó con la dinastía mongola Yuan, y mantuvo el contro de la Mongolia Interior. En 1691 la dinastía manchú Quing incorporó a China la Mongolia Exterior. El 11 de julio de 1921, en el contexto de la Revolución soviética, se proclamó la independencia de Mongolia frente a la República de China. |
| Montenegro                      | 1356                                                                 | Bajo el nombre de Principado de Zeta se forma la primera entidad soberana coincidiendo con la desintegración del Imperio Serbio. Posteriormente, tras cinco siglos de dominación otomana, el Congreso de Berlín reconoce la independencia de Montenegro en 1878. Durante la mayor parte del siglo XX formó parte de Yugoslavia, hasta 2006 en que de nuevo alcanza el estatus de estado soberano. |
| Mozambique                      | 25 de junio de 1975                                                  | Se independiza del Imperio portugués |
| Birmania                        | 16 de diciembre de 1044                                              | Anawratha funda el Imperio Pagan. Hasta el siglo XIX en la zona se constituyeron distintos Estados, destacando el Imperio Toungoo (siglos XVI-XVIII). La colonización británica incluyó la zona en el Raj. La independencia se concedió el 4 de enero de 1948. |
| Namibia                         | 21 de marzo de 1990                                                  | Se independiza frente a Sudáfrica, en el contexto de la desaparición del apartheid. |
| Nauru                           | 31 de enero de 1968                                                  | Se independiza del Imperio británico. |
| Nepal                           | 800 a. C.                                                            | El mítico Khatushyam (también llamado Yalambar, Yalamber o Barbarika) aparece en el Majabhárata como primer rey de los kiratas, de los que la crónica Gopalavamsa cita 29 reyes. En una familia noble local nació Buda (siglo VI a. C.) El reino de Nepal se formó en 1768, y no fue incorporado al Raj, manteniéndose en una relación privilegiada con el Imperio inglés, al que suministraba mercenarios (los gurkhas). |
| Nueva Zelanda                   | 26 de septiembre de 1907 11 de diciembre de 1931                     | Se independiza del Imperio británico. |
| Nicaragua                       | 30 de abril de 1838                                                  | Disolución de la República Federal de Centro América. La independencia del Imperio español se había proclamado el 15 de septiembre de 1821. |
| Países Bajos                    | 26 de julio de 1581                                                  | El Acta de abjuración proclamó el no reconocimiento de la soberanía del rey Felipe II sobre los territorios que habían firmado la Unión de Utrecht el 23 de enero de 1579. Desde la revuelta de Flandes 15 de agosto de 1566 y el posterior inicio de las hostilidades (batalla de Heiligerlee, 23 de mayo de 1568), la guerra de los Ochenta Años separó los Países Bajos de los Habsburgo en dos zonas enfrentadas: la región flamenca, al sur, permaneció católica y dentro del Imperio español; las Provincias Unidas del norte, en torno a Holanda y su capital (Ámsterdam, convertida en la plaza financiera más importante del mundo), se mantuvieron independientes y configuraron su personalidad a través del protestantismo y el dominio social de la burguesía. El reconocimiento de la independencia se produjo en la Paz de Westfalia (24 de octubre de 1648). |
| Níger                           | 3 de agosto de 1960                                                  | Se independiza del Imperio francés. |
| Nigeria                         | 1 de octubre de 1960                                                 | Se independiza del Imperio británico. Coincidiendo con su extensión territorial habían existido algunos Estados africanos, como el Imperio oyo o el Reino de Benín |
| Noruega                         | 995                                                                  | El Eyrathing aclama como rey a Olaf I de Noruega, que previamente se había convertido al cristianismo. Cuatro siglos más tarde, el reino de Noruega se incorporó a la Unión de Kalmar con Dinamarca y Suecia (1397), permaneciendo unido al reino de Dinamarca tras la salida de Suecia de la Unión (1521). En 1814 pasó a formar parte de la unión entre Suecia y Noruega, que se disolvió el 27 de octubre de 1905. |
| Omán                            | 26 de enero de 1650                                                  | El imanato yarúbida (o quinto imanato) conquista la ciudad de Mascate, que desde 1515 había pertenecido al Imperio portugués (o hispano-portugués -estuvieron unidos entre 1580 y 1640-). En 1891 se convirtió en protectorado británico, al que se concedió la independencia en 1951. Como otras monarquías del Golfo tiene un componente nacional árabe. |
| Pakistán                        | 15 de agosto de 1947                                                 | Se independiza del Imperio británico, disolviéndose el Raj británico (al que pertenecía conjuntamente con la India y Sri Lanka). Históricamente los rasgos de civilización eran comunes en todo el subcontinente indio (la civilización del Indo surgió precisamente en su territorio actual). Pakistán se definió como un Estado de predominio musulmán frente a la India (de predominio hinduista) durante el violento proceso de la independencia. Posteriormente se produjo la escisión del Pakistán Oriental (Bangla Desh). |
| Palau                           | 1 de octubre de 1994                                                 | Se independiza concedida por los Estados Unidos de América. |
| Palestina                       | ¿?                                                                   | Inicialmente una denominación geográfica para el Mandato británico de Palestina (1922-1948), la condición de los refugiados palestinos y de los territorios ocupados por Israel (sobre los distintos planes de partición del territorio realizados en la ONU) la han convertido en una identificación nacional de base árabe (mayoritariamente islámica y con una significativa minoría cristiana). Se ha negociado la instauración de una Autoridad Nacional Palestina, que únicamente se ejerce la zona de Cisjordania, mientras que en la Franja de Gaza el poder local se ejerce por el movimiento Hamás. La proclamación del Estado palestino no se ha producido, pero sí su admisión como observador en las Naciones Unidas (29 de noviembre de 2012). |
| Panamá                          | 3 de noviembre de 1903                                               | Se independiza frente a Colombia, patrocinada por los Estados Unidos en el contexto de la construcción del Canal de Panamá. |
| Papua-Nueva Guinea              | 16 de septiembre de 1975                                             | Se independiza concedida por Australia. |
| Paraguay                        | 14 de mayo de 1811                                                   | Se independiza del Imperio español. Los rasgos nacionales de Paraguay, los más fuertes de todas las nuevas naciones hispanoamericanas, se habían definido ya en tiempos coloniales, por el relativo aislamiento, la presencia de las reducciones jesuíticas y la valoración del elemento indígena (mestizaje y uso del guaraní). Las catástrofe de la guerra de la Triple Alianza significó la necesidad de una reconstrucción de la identidad nacional. |
| Perú                            | 1200                                                                 | Manco Capac funda el Imperio incaico, extendido por la zona andina (Tahuantinsuyo). Los distintos rasgos del carácter nacional peruano se fueron construyendo a lo largo de tres siglos de colonización española (Virreinato del Perú). La independencia, con menor apoyo local que en otras zonas de América (fue el último reducto de los realistas), se proclamó el 28 de julio de 1821. El indigenismo se intensificó a partir de la fundación del APRA (7 de mayo de 1924). Las primeras civilizaciones del Antiguo Perú (no limitadas al territorio del actual Perú -se extienden desde las actuales Colombia y Ecuador hasta las actuales Bolivia, Chile y Argentina-) se remontan al IV milenio a. C. |
| Polonia                         | 1025                                                                 | Coronación de Boleslao I de Polonia (su antepasado legendario, Piast Kołodziej, habría liderado a los "polanos" en torno a los siglos VIII o IX). Desde el 1 de julio de 1569 la Confederación Polaco-Lituana (República de las Dos Naciones) se convirtió en el Estado más extenso de Europa. En los siglos XVIII y XIX, el territorio fue objeto los repartos de Polonia entre Austria, Prusia y Rusia. Al final de la Primera Guerra Mundial se proclamó la independencia de los Imperios alemán (7 de octubre de 1918) y austro-húngaro (11 de noviembre de 1918). |
| Portugal                        | 25 de julio de 1139                                                  | En la batalla de Ourique los nobles proclamaron Rex Portugallensis a Alfonso Henriques, hasta entonces duque. La independencia frente al reino de León se apoyó jurídicamente con el cambio de la dependencia vasallática al papa Alejandro III (1179, bula Manifestus Probatum). |
| Catar                           | 3 de septiembre de 1971                                              | Se independiza del Imperio británico. Como otras monarquías del Golfo tiene un componente nacional árabe. |
| Reino Unido                     | 16 de enero de 1707                                                  | El Proyecto de Unión significó el nacimiento el Reino Unido por la incorporación del reino de Escocia al Estado que hasta entonces se conocía como reino de Inglaterra (junto con Gales e Irlanda), aunque siguió habiendo resistencia "jacobita" hasta la batalla de Culloden (1746). Previamente no había existido una unidad política en las islas británicas, ni siquiera en Gran Bretaña (ni durante la Britania romana, ni en la Edad Media -heptarquía anglosajona-), aunque algunos hitos hayan sido vistos como especialmente significativos (Batalla de Edington, 878, batalla de Hastings, 1066). En 927 Athelstan había reivindicado el título de Imperator totius Britanniae. |
| Ruanda                          | 1 de julio de 1962                                                   | Se independiza del Imperio belga. |
| Rumanía                         | 13 de julio de 1878                                                  | Se independiza del Imperio otomano |
| Rusia                           | 988                                                                  | Formación del Rus de Kiev. Ya desde el siglo IX, en el vasto espacio de la llanura de Europa oriental, entre el Báltico y el Mar Negro, los varegos (vikingos) habían formado algunas precarias entidades políticas (como el principado de Novgorod), sobre una población de base étnica eslava. La personalidad rusa se forjó frente a los mongoles de la Horda de Oro (Moscovia o principado de Moscú, a partir del siglo XIII). Desde 1721 el Imperio ruso se convierte en una potencia continental eurasiática. Durante la Primera Guerra Mundial entra en una grave crisis de la que surge la Revolución rusa y la construcción de la Unión Soviética sobre bases sociales e ideológicas totalmente opuestas. Hubo un intento de transformar el calendario, aunque no se modificó la era. Tras dominar medio mundo durante la Guerra Fría, se derrumba a partir de la caída del muro de Berlín (1989). La instauración de la Federación Rusa como un Estado se produjo con la disolución de la Unión Soviética el 12 de junio de 1990. |
| Sahara Occidental               | ¿?                                                                   | La descolonización del Sahara se considera pendiente por la comunidad internacional. La retirada de España se produjo por un pacto con Marruecos y Mauritania (14 de noviembre de 1975) en oposición con los independentistas locales (Frente Polisario), que proclamaron la República Árabe Saharaui Democrática (reconocida por la Unión Africana y un grupo de Estados) el 27 de febrero de 1976, se establecieron en un asentamiento proporcionado por Argelia y se mantuvieron en guerra hasta 1991. Marruecos se anexionó el territorio y reclama que para un posible referéndum de autodeterminación se incluya en el censo de votantes a la población actual y a la de algún modo vinculada al territorio (concepto muy difuso dado el nomadismo tradicional). |
| Islas Salomón                   | 7 de julio de 1978                                                   | Se independiza del Imperio británico. |
| Samoa                           | 1 de enero de 1962                                                   | Se independiza de Nueva Zelanda. |
| San Marino                      | 3 de septiembre de 301                                               | Fundación legendaria de la comunidad monástica por Marino diácono. El nombre no aparece hasta siglos más tarde, en un documento denominado Placito feretrano, fechado el 20 de febrero de 885; y desde entonces hay testimonio del funcionamiento de distintas instituciones locales. El reconocimiento de la independencia de esta república se produjo con un documento papal en 1291. |
| Santo Tomé y Príncipe           | 12 de julio de 1975                                                  | Se independiza del Imperio portugués. |
| Suecia                          | 970                                                                  | Erik Segersäll (Eric el Victorioso) unificó a los "suecos" de Svealand y los "gautas" de Götaland (o Gothia), cuyas luchas se narran en la epopeya Beowulf). En 992 incorporó también a los daneses del preexistente reino de Dinamarca. Hubo múltiples uniones y separaciones entre los reinos escandinavos. Entre los siglos XIV y XVI formaron la Unión de Kalmar. Desde 1814 hasta 1905 se mantuvo la unión entre Suecia y Noruega. |
| Suiza                           | 1 de agosto de 1291                                                  | Bundesbrief de los tres primeros cantones. Desde la mítica figura de Guillermo Tell se considera que los cantones suizos mantienen una independencia de facto frente al Sacro Imperio Germánico y la casa de Habsburgo. Su libertad se fundamentaba en el mantenimiento de excepcionales unidades militares que destacaron como mercenarios de las monarquías autoritarias del resto de Europa. La independencia de iure se reconoció en la Paz de Westfalia el 24 de octubre de 1648. |
| Senegal                         | 4 de abril de 1960 20 de agosto de 1960                              | Se independiza del Imperio francés. Coincidiendo con su extensión territorial habían existido algunos Estados africanos, como el Imperio wólof. |
| Serbia                          | 933                                                                  | Caslav Klonimirovic fundó el reino serbio, que se mantuvo precariamente cuatro siglos entre Bizancio, Bulgaria y Hungría. El Imperio otomano lo conquistó, y se mantuvo sometido hasta 1829, cuando se concedió una autonomía. La independencia total llegó en 1879. Tras la Primera Guerra Mundial Serbia se integró en el nuevo reino de Yugoslavia. La Disolución de Yugoslavia de los años 1990 dejó únicamente unidas a Serbia y Montenegro (4 de febrero de 2003), hasta su separación el 5 de junio de 2006. Posteriormente se independizó unilateralmente Kosovo. |
| Seychelles                      | 29 de junio de 1976                                                  | Se independiza del Imperio británico. |
| Sierra Leona                    | 27 de abril de 1961                                                  | Se independiza del Imperio británico. |
| Singapur                        | 9 de agosto de 1965                                                  | Se independiza del Imperio británico. Comparte el pasado histórico de Insulindia (Imperio Madjapahit). |
| Siria                           | 28 de septiembre de 1941 17 de Abril de 1946                         | Se independiza del imperio francés. Aunque en la Antigüedad tuvo un gran desarrollo, y Damasco tiene la fama de ser la ciudad más antigua del mundo, siempre fue un espacio dependiente de otras entidades políticas (imperios mesopotámicos, hititas, imperio persa, imperio seléucida, provincia romana de Siria, islamización). Tras la Primera Guerra Mundial se disolvió el Imperio turco y en la región se constituyó un protectorado francés. |
| Somalia                         | 26 de junio de 1960: Somaliland 1 de junio de 1960: Somalia Italiana | Se independiza del Imperio británico. Independencia del Imperio italiano. |
| Sri Lanka                       | 4 de febrero de 1948                                                 | Se independiza del Imperio británico. |
| San Cristóbal y Nieves          | 19 de septiembre de 1983                                             | Se independiza del Imperio británico. |
| Saint Lucia                     | 22 de febrero de 1979                                                | Se independiza del Imperio británico. |
| San Vicente y las Granadinas    | 27 de octubre de 1979                                                | Se independiza del Imperio británico. |
| Sudáfrica                       | 31 de mayo de 1910 11 de diciembre de 1931                           | Se independiza del Imperio británico. En 1854 se habían establecido los bóeres (colonos de origen neerlandés) en el Estado Libre de Orange. |
| Sudán                           | 1070 a. C.                                                           | La región de Nubia era el límite meridional del Antiguo Egipto, que la conquistó hacia el 3000 a. C., y sus civilizaciones son indistinguibles. La dinastía XII era nubia. Incluso hubo una conquista de Egipto desde Nubia (dinastía XXV). Como primer Estado propio de la zona se considera el reino de Kush, surgido con la desintegración del Imperio Nuevo, del que hasta entonces era una provincia. Posteriormente surgieron los reinos de Kerma y Meroe. La zona se mantuvo relacionada, pero clarametne diferenciada del Egipto helenístico, romano y bizantino. La islamización afectó especialmente al norte, mientras que en el sur pervivieron las culturas ancestrales y el cristianismo. A finales del siglo XIX se impuso sobre la zona un protectorado anglo-egipcio al que se dio la independencia el 1 de enero de 1956. |
| Sudán del Sur                   | 9 de julio de 2011                                                   | Se independiza frente a Sudán. |
| Surinam                         | 25 de noviembre de 1975                                              | Se independiza del Imperio neerlandés. |
| Suazilandia                     | 6 de septiembre de 1968                                              | Se independiza del Imperio británico. |
| Tayikistán                      | 24 de agosto de 1990 9 de septiembre de 1991                         | Se independiza en el contexto de la disolución de la Unión Soviética. |
| Taiwán                          | 7 de diciembre de 1949                                               | La República de China o "China nacionalista", instaurada el 10 de octubre de 1911, quedó sin ningún territorio continental en la guerra civil china (ganada por la República Popular China o "China comunista"), y el apoyo estadounidense le permitió subsistir en la isla de Formosa o Taiwán, que es como se conoce habitualmente a este Estado. |
| Tanzania                        | 9 de diciembre de 1961: Tanganika 24 de junio de 1963: Zanzíbar      | Se independiza del Imperio británico. |
| Tailandia                       | 1238                                                                 | Fundación del reino Sukhothai, que se independiza de los Imperio jemer. Los thai habían poblado la región emigrando desde las regiones chinas de Guangxi o Yunan. El asentamiento del pueblo va, dirigido por el príncipe Simhanavati, se sitúa legendariamente en torno al año 800 (fecha considerada demasiado temprana por la historiografía). Más verosímil es la localización en torno al año 1100 de la llegada de los Po Khun (‘grandes padres’). |
| Timor Oriental                  | 20 de mayo de 2002                                                   | Se independiza frente a Indonesia. Comparte el pasado histórico de Insulindia (Imperio Madjapahit). Fue colonizada por el Imperio portugués desde el siglo XVI e incorporada a Indonesia en 1975. |
| Togo                            | 27 de abril de 1960                                                  | Se independiza del Imperio francés. |
| Tonga                           | 4 de junio de 1970                                                   | Se independiza del Imperio británico. |
| Trinidad y Tobago               | 31 de agosto de 1962                                                 | Se independiza del Imperio británico. |
| Túnez                           | 20 de marzo de 1956                                                  | Se independiza del Imperio francés. En su territorio se desarrolló en la Antigüedad el centro de la civilización cartaginesa (siglos VI al III a. C.), y, tras la caída del Imperio romano de Occidente (siglo V), el reino vándalo (hasta la Recuperatio Imperii de Justiniano y Belisario, 533). Tras la islamización, Ifriqiya fue el centro político de todo el Magreb, y del Califato fatimí (siglos X y XI). |
| Turquía                         | 29 de mayo de 1453                                                   | La toma de Constantinopla significó un hito trascendental para el Imperio otomano, que ya tenía más de un siglo de presencia en Asia Menor y los Balcanes. Tras la Primera Guerra Mundial se disuelve el Imperio y se funda la República de Turquía bajo el liderazgo de Kemal Ataturk (29 de octubre de 1923). |
| Turkmenistán                    | 22 de agosto de 1990 27 de octubre de 1990                           | Se independiza en el contexto de la disolución de la Unión Soviética. |
| Tuvalu                          | 1 de octubre de 1978                                                 | Se independiza del Imperio británico. |
| Uganda                          | 9 de octubre de 1962                                                 | Se independiza del Imperio británico. Coincidiendo con su extensión territorial habían existido algunos Estados africanos, como el Imperio de Kitara o Bachwezi. |
| Ucrania                         | 16 de julio de 1990 24 de agosto de 1991                             | Se independiza en el contexto de la disolución de la Unión Soviética. No obstante, la existencia de un Estado en Ucrania es simultánea a la fundación de Rusia (Rus de Kiev). |
| Uruguay                         | 25 de agosto de 1825                                                 | Se independiza del Imperio del Brasil. |
| Uzbekistán                      | 1 de septiembre de 1991                                              | Se independiza en el contexto de la disolución de la Unión Soviética. |
| Vanuatu                         | 30 de julio de 1980                                                  | Se independiza de los Imperios británico y francés. |
| Ciudad del Vaticano             | 752                                                                  | Aunque los pactos de Letrán de 7 de junio de 1929 significan el reconocimiento mutuo de Italia y el Vaticano (recinto al que se restringió al papa desde 1871), la existencia de los Estados Pontificios comienza con el reconocimiento por los reyes francos de la soberanía temporal del romano pontífice sobre un territorio del centro de Italia. De hecho, la pretensión era más ambiciosa, puesto que la Pseudo-Donación de Constantino implicaba que había sido ese emperador romano el que había cedido al papa el gobierno de la ciudad de Roma, y con él de todo Occidente. |
| Venezuela                       | 6 de mayo de 1830                                                    | Disolución de la Gran Colombia. El 5 de julio de 1811 y nuevamente el 24 de junio de 1821 se había proclamado la independencia del Imperio español. |
| Vietnam                         | 2879 a. C.                                                           | Kinh Dương Vương es el legendario fundador de la dinastía Hong Bang. Distintas dinastías se sucedieron en la zona hasta la dinastía Nguyền (1802-1945), que fue objeto de la colonización francesa. En la Segunda Guerra Mundial se produjo una ocupación japonesa. El movimiento de liberación nacional liderado por el Viet Minh continuó la lucha posteriormente contra Francia en la guerra de Indochina (2 de septiembre de 1945, 4 de junio de 1954). La división del país (apoyo estadounidense al Sur y soviético al norte) dieron lugar a la guerra de Vietnam hasta 1973. |
| Yemen                           | 1750 a. C.                                                           | La gran presa de Marib y su mantenimiento secular testimonian la existencia y continuidad de una importante civilización agrícola. La peculiaridad yemení frente al resto de la Península de Arabia ya estaba establecida en tiempos preislámicos, cuando se crearon entidades políticas (como el reino de Marib) que pueden identificarse con el bíblico reino de Saba. Yemen del Norte se independizó el 30 de octubre de 1918 del Imperio otomano, y Yemen del Sur el 30 de noviembre de 1967 del Imperio británico. |
| Yibuti                          | 27 de junio de 1977                                                  | Se independiza del Imperio francés. |
| Zambia                          | 24 de octubre de 1964                                                | Se independiza del Imperio británico. Coincidiendo con su extensión territorial habían existido algunos Estados africanos, como el reino de Cazembe y el reino Bulozi. |
| Zimbabue                        | 18 de abril de 1980                                                  | Se independiza del Imperio británico. Coincidiendo con su extensión territorial habían existido algunos Estados africanos, como el Gran Zimbabue (Monomotapa) o el reino zulú (Imperio zulú). |